# Liraïta
La liraïta és un mineral de la classe dels fosfats que pertany al grup de la wicksita.

## Característiques
La liraïta és un fosfat de fórmula química NaCa₂Mn2+₂[Fe3+Fe2+]Mn2+₂(PO₄)₆(H₂O)₂. Va ser aprovada com a espècie vàlida per l'Associació Mineralògica Internacional l'any 2019, sent publicada per primera vegada el 2021. Cristal·litza en el sistema ortoròmbic. La seva duresa a l'escala de Mohs és 5. Químicament és una mica similar a la maneckiïta.
L'exemplar que va servir per a determinar l'espècie, el que es coneix com a material tipus, es troba conservat al museu de mineralogia i geologia Dr. A. Stelzner, a Córdoba, Argentina, amb el número de catàleg: ms003457.

## Formació i jaciments
Va ser descoberta a la pegmatita de Ceferino Namuncurá, situada al districte de Parroquia, dins el departament de Pocho (Província de Córdoba, Argentina), on es troba en forma ne Nòduls elipsoides de fins a 20 cm de diàmetre. Aquest indret és l'únic a tot el planeta on ha estat descrita aquesta espècie mineral.